# Persone di cognome Cook
| Questa pagina contiene informazioni ricavate automaticamente dalle voci biografiche con l'ausilio del template Bio e di un bot. L'aggiornamento è periodico e automatico e ricostruisce completamente la pagina. Se manca una persona in questa lista, sei pregato di non aggiungerla, ma accertati piuttosto che la sua voce biografica contenga il template Bio e che i dati anagrafici siano correttamente compilati. Se il template Bio manca, inseriscilo tu stesso o, in alternativa, metti l'avviso {{tmp\|Bio}} che ne segnala la mancanza. Se i dati riportati sono sbagliati, correggi direttamente la voce biografica; le modifiche saranno visibili in questa lista entro pochi giorni. Per chiarimenti vedi il progetto antroponimi. La lista contiene solo le 115 persone che sono citate nell'enciclopedia e per le quali è stato implementato correttamente il template Bio. Pagina aggiornata al 23 lug 2025. |

Questa è una lista di persone presenti nell'enciclopedia che hanno il cognome Cook, suddivise per attività principale.

## Allenatori di calcio(3)
- Charles Cook, allenatore di calcio e ex calciatore britannico (n. 1972)
- Paul Cook, allenatore di calcio e ex calciatore inglese (Liverpool, n. 1967)
- Billy Cook, allenatore di calcio e calciatore nordirlandese (Coleraine, n. 1909 - Liverpool, † 1992)

## Allenatori di pallacanestro(1)
- Darwin Cook, allenatore di pallacanestro e ex cestista statunitense (Los Angeles, n. 1958)

## Architetti(1)
- Peter Cook, architetto inglese (Southend-on-Sea, n. 1936)

## Assassini seriali(1)
- Billy Cook, serial killer statunitense (Joplin, n. 1928 - carcere di San Quintino, † 1952)

## Astisti(1)
- Edward Cook, astista e lunghista statunitense (Chillicothe, n. 1889 - Chillicothe, † 1972)

## Attiviste(2)
- Helen Appo Cook, attivista statunitense (New York, n. 1837 - Washington, † 1913)
- Mary Burchell, attivista e scrittrice britannica (Sunderland, n. 1904 - † 1986)

## Attori(10)
- Ben Cook, attore, cantante e ballerino statunitense (Eden, n. 1997)
- Curtiss Cook, attore statunitense (Dayton, n. 1968)
- Donald Cook, attore statunitense (Portland, n. 1901 - New Haven, † 1961)
- Harry Cook, attore australiano (Croydon, n. 1991)
- Jason Cook, attore, produttore cinematografico e regista statunitense (Camden, n. 1980)
- Luke Cook, attore australiano (Sydney, n. 1986)
- Mason Cook, attore statunitense (Oklahoma City, n. 2000)
- Peter Cook, attore e comico britannico (Torquay, n. 1937 - Hampstead, † 1995)
- Ron Cook, attore britannico (South Shields, n. 1948)
- Tommy Cook, attore statunitense (Duluth, n. 1930)

## Attrici(3)
- A. J. Cook, attrice e regista canadese (Oshawa, n. 1978)
- Carole Cook, attrice statunitense (Abilene, n. 1924 - Beverly Hills, † 2023)
- Joanna Moore, attrice statunitense (Parrott, n. 1934 - Indian Wells, † 1997)

## Autori di giochi(2)
- David Cook, autore di giochi e autore di videogiochi statunitense (East Lansing)
- Monte Cook, autore di giochi e scrittore statunitense (Watertown, n. 1968)

## Bassisti(1)
- Stu Cook, bassista statunitense (Stanton, n. 1945)

## Batteristi(1)
- Paul Cook, batterista inglese (Londra, n. 1956)

## Calciatori(4)
- Lee Cook, ex calciatore inglese (Londra, n. 1982)
- Lewis Cook, calciatore inglese (York, n. 1997)
- Steve Cook, calciatore inglese (Hastings, n. 1991)
- Tommy Cook, calciatore, allenatore di calcio e crickettista inglese (Cuckfield, n. 1901 - Brighton, † 1950)

## Calciatrici(1)
- Alana Cook, calciatrice statunitense (Worcester, n. 1997)

## Canottieri(1)
- Oliver Cook, canottiere britannico (n. 1990)

## Cantanti(5)
- Amanda Lindsey Cook, cantante canadese (Niverville, n. 1984)
- David Cook, cantante statunitense (Houston, n. 1982)
- Elizabeth Cook, cantante statunitense (Wildwood, n. 1972)
- Hollie Cook, cantante britannica (Londra, n. 1987)
- David Essex, cantante britannico (Plaistow, n. 1947)

## Cavallerizze(1)
- Kristina Cook, cavallerizza britannica (Rustington, n. 1970)

## Cestiste(2)
- Cheryl Cook, ex cestista statunitense (Indianapolis, n. 1963)
- Allison Tranquilli, ex cestista australiana (Melbourne, n. 1972)

## Cestisti(15)
- Bert Cook, cestista statunitense (Hooper, n. 1929 - Roy, † 1998)
- Bobby Cook, cestista statunitense (Harvard, n. 1923 - Lake Geneva, † 2004)
- Doug Cook, ex cestista statunitense (Ho-Ho-Kus, n. 1948)
- Jeff Cook, ex cestista statunitense (West Covina, n. 1956)
- Norm Cook, cestista statunitense (Chicago, n. 1955 - Lincoln, † 2008)
- Ted Cook, cestista statunitense (Beckley, n. 1921 - Knoxville, † 1990)
- Anthony Cook, ex cestista statunitense (Los Angeles, n. 1967)
- Brian Cook, ex cestista statunitense (Lincoln, n. 1980)
- Daequan Cook, ex cestista statunitense (Dayton, n. 1987)
- Elgin Cook, cestista statunitense (Milwaukee, n. 1993)
- Keandre Cook, cestista statunitense (Baltimora, n. 1997)
- Omar Cook, ex cestista e allenatore di pallacanestro statunitense (Brooklyn, n. 1982)
- Quinn Cook, cestista statunitense (Washington, n. 1993)
- Steven Cook, ex cestista statunitense (Winnetka, n. 1994)
- Tyler Cook, cestista statunitense (Saint Louis, n. 1997)

## Chimici(1)
- James Wilfred Cook, chimico inglese (South Kensington, n. 1900 - † 1975)

## Chitarristi(3)
- Jamie Cook, chitarrista britannico (Sheffield, n. 1985)
- Jeff Cook, chitarrista e musicista statunitense (Fort Payne, n. 1949 - Destin, † 2022)
- Jesse Cook, chitarrista canadese (Parigi, n. 1964)

## Collezionisti d'arte(1)
- Francis Cook, collezionista d'arte britannico (Clapham, n. 1817 - Richmond upon Thames, † 1901)

## Comici(1)
- Dane Cook, comico e attore statunitense (Cambridge, Massachusetts, n. 1972)

## Compositori di scacchi(1)
- Eugene Beauharnais Cook, compositore di scacchi statunitense (New York, n. 1830 - Hoboken, † 1915)

## Danzatori(1)
- Antony Tudor, ballerino, coreografo e insegnante britannico (Londra, n. 1908 - New York, † 1987)

## Dirigenti d'azienda(2)
- Eric Cook, manager e produttore discografico inglese († 2017)
- Tim Cook, dirigente d'azienda, filantropo e ingegnere statunitense (Mobile, n. 1960)

## Disc jockey(1)
- Fatboy Slim, disc jockey, produttore discografico e beatmaker britannico (Bromley, n. 1963)

## Esploratori(2)
- Frederick Cook, esploratore e medico statunitense (Hortonville, n. 1865 - New Rochelle, † 1940)
- James Cook, esploratore, navigatore e cartografo britannico (Marton, n. 1728 - Kealakekua, † 1779)

## Giocatori di football americano(7)
- Bryan Cook, giocatore di football americano statunitense (Cincinnati, n. 1999)
- Chris Cook, ex giocatore di football americano statunitense (Lynchburg, n. 1987)
- Connor Cook, ex giocatore di football americano statunitense (Hinckley, n. 1993)
- Dalvin Cook, giocatore di football americano statunitense (Miami, n. 1995)
- Emanuel Cook, giocatore di football americano statunitense (Riviera Beach, n. 1988)
- James Cook, giocatore di football americano statunitense (Miami, n. 1999)
- Toi Cook, ex giocatore di football americano statunitense (Chicago, n. 1964)

## Giocatrici di beach volley(1)
- Natalie Cook, ex giocatrice di beach volley australiana (Townsville, n. 1975)

## Giornalisti(2)
- Bruce Alexander Cook, giornalista e scrittore statunitense (Chicago, n. 1932 - Los Angeles, † 2003)
- Kenneth Cook, giornalista australiano (Sydney, n. 1929 - Narromine, † 1987)

## Hockeisti su ghiaccio(3)
- Bun Cook, hockeista su ghiaccio e allenatore di hockey su ghiaccio canadese (Kingston, n. 1904 - Kingston, † 1988)
- Bill Cook, hockeista su ghiaccio canadese (Brantford, n. 1895 - Kingston, † 1986)
- Brendan Cook, ex hockeista su ghiaccio canadese (Reston, n. 1983)

## Informatici(1)
- Stephen Cook, informatico e matematico statunitense (Buffalo, n. 1939)

## Marciatrici(1)
- Sue Cook, ex marciatrice australiana (n. 1958)

## Medici(1)
- Robin Cook, medico e scrittore statunitense (New York, n. 1940)

## Militari(1)
- Lemuel Cook, militare statunitense (Contea di Litchfield, n. 1759 - Clarendon, † 1866)

## Modelle(1)
- Kerstin Cook, modella svizzera (Kriens, n. 1989)

## Musicisti(1)
- A. G. Cook, musicista inglese (Londra, n. 1990)

## Nuotatori(1)
- Chris Cook, ex nuotatore britannico (South Shields, n. 1979)

## Nuotatrici(1)
- Tamsin Cook, nuotatrice australiana (Città del Capo, n. 1998)

## Pallavoliste(1)
- Lauren Cook, pallavolista statunitense (San Diego, n. 1991)

## Pallavolisti(1)
- Brian Cook, pallavolista statunitense (Monterey, n. 1992)

## Pastori protestanti(1)
- Thomas Cook, pastore protestante e imprenditore britannico (Melbourne, nel Derbyshire, n. 1808 - Leicester, † 1892)

## Piloti automobilistici(1)
- Jerry Cook, pilota automobilistico e dirigente sportivo statunitense (Lockport, n. 1943)

## Poetesse(1)
- Eliza Cook, poetessa britannica (Southwark, n. 1818 - Wimbledon, † 1889)

## Politici(4)
- Joseph Cook, politico australiano (Silverdale, n. 1860 - Sydney, † 1947)
- Merrill Cook, politico statunitense (Filadelfia, n. 1946)
- Paul Cook, politico statunitense (Meriden, n. 1943)
- Robin Cook, politico britannico (Bellshill, n. 1946 - Inverness, † 2005)

## Registi(1)
- Fielder Cook, regista, produttore televisivo e sceneggiatore statunitense (Atlanta, n. 1923 - Charlotte, † 2003)

## Rugbisti a 15(1)
- Michael Cook, rugbista a 15 e rugbista a 13 australiano (Melbourne, n. 1962)

## Sassofonisti(1)
- Junior Cook, sassofonista statunitense (Pensacola, n. 1934 - New York, † 1992)

## Sciatori alpini(1)
- Dustin Cook, ex sciatore alpino canadese (Ottawa, n. 1989)

## Sciatrici alpine(1)
- Stacey Cook, ex sciatrice alpina statunitense (Truckee, n. 1984)

## Scrittori(2)
- Derek Raymond, scrittore britannico (Londra, n. 1931 - Londra, † 1994)
- Thomas H. Cook, scrittore statunitense (Fort Payne, n. 1947)

## Soprani(1)
- Barbara Cook, soprano e attrice statunitense (Atlanta, n. 1927 - New York, † 2017)

## Statistici(1)
- Ralph Dennis Cook, statistico statunitense (n. 1944)

## Storici(1)
- Michael Cook, storico e islamista britannico (n. 1940)

## Taekwondoka(1)
- Aaron Cook, taekwondoka britannico (Dorchester, n. 1991)

## Tennisti(1)
- Kevin Cook, ex tennista statunitense (n. 1957)

## Triatleti(1)
- Glenn Cook, triatleta britannico (n. 1963)

## Tuffatrici(1)
- Kassidy Cook, tuffatrice statunitense (Plantation, n. 1995)

## Velocisti(1)
- Garry Cook, ex velocista britannico (Wednesbury, n. 1958)

## Veterinari(1)
- Robert Cook, veterinario britannico

## Senza attività specificata(1)
- Stephanie Cook, ex pentatleta britannica (Irvine, n. 1972)